# Leptrichillus minutus
Leptrichillus minutus là một loài bọ cánh cứng trong họ Cerambycidae.